# Sjukdom
Sjukdom – czwarty i ostatni album studyjny szwedzkiego zespołu black metalowego Lifelover, wydany 14 lutego 2011 roku. Kilka miesięcy po wydaniu płyty, członkowie grupy zdecydowali się na zakończenie działalności ze względu na śmierć Jonasa "B" Bergqvista - gitarzysty zespołu.

## Lista utworów
| Nr  | Tytuł utworu            | Długość |
| --- | ----------------------- | ------- |
| 1.  | „Svart Galla”           | 4:28    |
| 2.  | „Led by Misfortune”     | 3:07    |
| 3.  | „Expandera”             | 3:49    |
| 4.  | „Homicidal Tendencies”  | 1:44    |
| 5.  | „Resignation”           | 3:37    |
| 6.  | „Doften av Tomhet”      | 5:03    |
| 7.  | „Totus Anctus”          | 3:51    |
| 8.  | „Horans Hora”           | 6:19    |
| 9.  | „Bitterljuv Kakofoni”   | 4:14    |
| 10. | „Becksvart Frustration” | 4:28    |
| 11. | „Nedvaknande”           | 2:51    |
| 12. | „Instrumental Asylum”   | 4:52    |
| 13. | „Utdrag”                | 3:17    |
| 14. | „Karma”                 | 4:30    |
|     |                         | 56:10   |